# Grande Prêmio da França de 1989
Resultados do Grande Prêmio da França de Fórmula 1 realizado em Paul Ricard em 9 de julho de 1989. Sétima etapa do campeonato, foi vencido pelo francês Alain Prost, da McLaren-Honda, com Nigel Mansell em segundo pela Ferrari e Riccardo Patrese em terceiro pela Williams-Renault.

## Resumo

### Alain Prost deixa a McLaren
Encerrando semanas de especulação quanto ao seu futuro, Alain Prost confirmou a decisão de sair da McLaren a fim de disputar o campeonato de 1990 por outra equipe. "A McLaren continua sendo minha equipe. Passei seis anos fantásticos aqui. Foi uma decisão difícil, mas não estava em posição de força para permanecer", disse o francês antes de salientar as conversas com Mansour Ojjeh e Ron Dennis antes de vir a público e anunciar sua decisão, a qual, segundo ele, não tem relação com Ayrton Senna. Habituado a tratar o mundo da Fórmula 1 com irreverência, Nelson Piquet afirmou que "Alain Prost correu da raia. Ninguém pode ter outro motivo para deixar a melhor equipe de F-1".
Diante da realidade deflagrada pelo anúncio de Alain Prost, a imprensa passou a especular qual seria o destino do piloto francês e para tanto estabeleceu como critério o nome de seu substituto na McLarenː caso a equipe britânica opte por Thierry Boutsen, Prost terá ao seu dispor um assento na Williams (convenientemente equipada com motores Renault), mas se a escolha recair sobre Gerhard Berger, a Ferrari não hesitará em contratar o francês. Neste mar de especulações, a amizade entre Boutsen e Senna conta a favor do time de Frank Williams, entretanto há quem aposte em outro desfecho, pois Berger falava abertamente sobre a possibilidade de trabalhar com Ron Dennis, ressaltando a existência de um entendimento prévio entre ambos, deixando Alain Prost a apenas um jamegão da Casa de Maranello.
Cuidadoso com as palavras ao comentar a escolha de seu companheiro de equipe, Ayrton Senna negou que tenha vetado Gerhard Berger em favor de Thierry Boutsen. "Jamais falei de Berger para Ron Dennis, ou melhor, falei bem. Ele é um excelente piloto e, se contratado, contribuiria muito para a equipe. Para mim não há diferença entre Boutsen e Berger", disse o brasileiro à imprensa. Questionado sobre Alain Prost, as palavras de Senna ressaltaram o óbvioː há um título em jogo e nada mudará entre os dois até o final do ano. "Ele tomou a decisão e temos de respeitá-la". De fato a despedida do francês foi cercada de mesuras e mesmo de alguma consternação, afinal trata-se de um convívio de sete temporadas iniciado no Grande Prêmio da Argentina de 1980, retomado no Grande Prêmio do Brasil de 1984 e renovado até 1989.

### Mudanças antes do previsto
Se na McLaren a troca de um de seus pilotos foi anunciada com certa fleuma, a concorrência agiu de forma abruptaː na Benetton o mau desempenho de Johnny Herbert ocasionou uma disputa entre Flavio Briatore e Peter Collins onde, a incapacidade do piloto britânico em classificar-se para o Grande Prêmio do Canadá acabou por selar seu destino. Embora as sequelas do acidente causado por Gregor Foitek numa prova de Fórmula 3000 a 21 de agosto de 1988 em Brands Hatch não tenham impedido Herbert de chegar à Fórmula 1, seu rendimento era questionado por Briatore que substitui-o por Emanuele Pirro, até então piloto de testes da McLaren. Curiosamente, a vaga na Benetton caberia a Nicola Larini, entretanto o mesmo não foi localizado por Peter Collins, pois viajara em lua de mel. Outra mudança ocorreu quando a Tyrrell firmou um patrocínio com a Camel, resultando na contratação de Jean Alesi, pois Michele Alboreto está vinculado à Marlboro. Além de Emanuele Pirro e Jean Alesi, outros pilotos estrearam na etapa francesa da Fórmula 1ː a Larrousse (sob o chassis da Lola) trouxe Eric Bernard para o lugar de Yannick Dalmas (ainda convalescendo de uma legionelose) enquanto Martin Donnelly substituiria Derek Warwick na Arrows, pois este machucou-se ao participar de um evento de kart.

### Um espetáculo à francesa
Autor da volta mais rápida no treino de sexta-feira, Ayrton Senna foi seguido de perto por Alain Prost e este prevaleceu sobre Thierry Boutsen por quatorze milésimos de segundo, deixando para trás os pilotos da Ferrari enquanto Riccardo Patrese finalizou em sexto. No dia seguinte, quem sorriu por último foi o francês da McLaren, cujo esforço garantiu-lhe a pole position, deixando seu companheiro de equipe na segunda posição. Ao comentar seu desempenho, Prost fez uma análise abrangenteː "Não posso pensar apenas em superar Senna para conquistar o título, mas também nas Williams e nas Ferraris", disse ele antes de afrontar a dignidade do time de Woking, acusando-o de favorecer Senna. "Eu não consigo usar toda a força do meu equipamento, como acontece com Ayrton, sem queimar tanto combustível. São essas diferenças que me levam a acreditar nesse favorecimento".
Indiferente às declarações do rival Senna preferiu ressaltar a importância de uma boa largada, afinal a primeira curva do circuito é bem fechada. Quando a prova começou, o brasileiro tomou a liderança de imediato e seguia adiante de Prost, mas um acidente causado por Maurício Gugelmin interrompeu a porfia. Com os freios mal aquecidos na volta de apresentação, o brasileiro da March travou a dianteira e perdeu o controle antes da primeira curva, abalroando a Williams de Thierry Boutsen e a Ferrari de Gerhard Berger. Ao atingir o aerofólio traseiro da Ferrari de Nigel Mansell, o santantônio de Gugelmin virou e a March deslizou pelo asfalto por quatrocentos metros, arranhando o capacete do piloto. Ileso após o acidente, o brasileiro foi obrigado a largar dos boxes, assim como Nigel Mansell e Martin Donnelly. Para uma categoria traumatizada com os pavorosos acidentes de Philippe Streiff e Gerhard Berger, foi um alívio constatar que todos os pilotos estavam ilesos para uma nova largada, cabendo a Maurício Gugelmin a proeza de assinalar a volta mais rápida da corrida na volta 29, algo inédito para a sua equipe desde Ronnie Peterson no Grande Prêmio da Itália de 1976 e também uma façanha jamais repetida tanto pelo brasileiro de Joinville, quanto pela March.
Quando os carros largaram pela segunda vez, a McLaren de Ayrton Senna parou após 300 metros graças a uma quebra de câmbio, e assim Alain Prost assumiu a liderança para não mais perdê-la. Conforme as voltas aconteciam, o francês construiu uma vantagem que permitiu-lhe poupar gradualmente o seu equipamento, especialmente após trocar os pneus próximo á metade da corrida. Antes disso, viu Gerhard Berger, Alessandro Nanini e Thierry Boutsen, seus perseguidores imediatos, ficarem pelo caminho devido a falhas mecânicas. Nigel Mansell, o mais feroz e competitivo rival àquela altura, ainda não havia chegado à zona de pontuação. Com isso, Ivan Capelli chegou a posicionar-se em segundo, mas uma quebra de motor o tirou da disputa e permitiu uma cena inimaginável: entre as voltas quarenta e quatro e quarenta e sete, a liderança de Alain Prost foi salvaguardada pelo segundo lugar de seu compatriota, o estreante Jean Alesi.
Nesse ínterim sobressaiu-se o arrojo do "leão", que chegou aos pontos na volta quarenta e um, passou brevemente para o quinto lugar nos dois giros seguintes até alcançar o quarto posto. Logo, o aprumo do equipamento ao dispor de Riccardo Patrese e Nigel Mansell e a maior experiência de ambos logo reposicionaram Jean Alesi na quarta posição enquanto o italiano da Williams era acossado pelo piloto da Ferrari numa perseguição que teve seu ápice na sexagésima volta quando Mansell subiu para a segunda posição quando o seu adversário rodou. "Eu tive problemas com os pneus traseiros", disse Patrese ao final da contenda. Nas vinte voltas seguintes, nada importante ocorreu e assim Alain Prost garantiu sua quarta vitória em casa e a segunda em 1989, com Nigel Mansell e Riccardo Patrese completando o pódio, sendo que o britânico não pontuava desde a sua vitória no Brasil e de quebra celebrou as 450 corridas da Ferrari na categoria, enquanto o italiano da Williams somou o quatro pódio consecutivo, marca inédita em sua carreira. Jean Alesi terminou em quarto lugar (justificando o esforço de Ken Tyrrell em contratá-lo) Stefan Johansson em quinto, marcando os primeiros pontos da Onyx e Olivier Grouillard marcando o único ponto de sua história em sexto lugar com a Ligier. Dentre os times que não pontuaram, sobressaiu-se a façanha da Brabham ao atingir 350 corridas graças aos esforços de Stefano Modena, único piloto da equipe a classificar-se para a etapa francesa.
Resignado com o quarto abandono em seis participações no Grande Prêmio da França, Ayrton Senna amargava uma desvantagem de onze pontos em relação a Alain Prost, líder do campeonato com 38 pontos contra 27 de seu rival brasileiro, sendo que o francês pontuou em seis das sete corridas realizadas até aqui, enquanto Senna zerou em quatro provas, trazendo consigo apenas as vitórias obtidas em San Marino, Mônaco e México. Pressionado pelos números, o campeão de 1988 precisará de cinco vitórias nas nove etapas restantes se quiser mais um título. Quanto ao mundial de construtores, a McLaren lidera com 65 pontos, quase o dobro da Williams.

## Classificação

### Pré-qualificação
| Pos. | Nº | Piloto                | Construtor      | Tempo    | Diferença |
| ---- | -- | --------------------- | --------------- | -------- | --------- |
| 1    | 37 | Bertrand Gachot       | Onyx-Ford       | 1:09.617 | —         |
| 2    | 36 | Stefan Johansson      | Onyx-Ford       | 1:09.668 | + 0.051   |
| 3    | 21 | Alex Caffi            | Dallara-Ford    | 1:09.726 | + 0.109   |
| 4    | 8  | Stefano Modena        | Brabham-Judd    | 1:09.917 | + 0.300   |
| 5    | 17 | Nicola Larini         | Osella-Ford     | 1:09.989 | + 0.372   |
| 6    | 7  | Martin Brundle        | Brabham-Judd    | 1.10.181 | + 0.564   |
| 7    | 39 | Volker Weidler        | Rial-Ford       | 1:11.059 | + 1.442   |
| 8    | 34 | Bernd Schneider       | Zakspeed-Yamaha | 1:11.098 | + 1.481   |
| 9    | 18 | Piercarlo Ghinzani    | Osella-Ford     | 1:11.528 | + 1.911   |
| 10   | 32 | Pierre-Henri Raphanel | Coloni-Ford     | 1:11.953 | + 2.336   |
| 11   | 35 | Aguri Suzuki          | Zakspeed-Yamaha | 1:12.031 | + 2.414   |
| 12   | 33 | Gregor Foitek         | EuroBrun-Judd   | 1:12.179 | + 2.562   |
| 13   | 41 | Joachim Winkelhock    | AGS-Ford        | 1:13.173 | + 3.556   |

### Treinos classificatórios
| Pos.    | N.º | Piloto             | Construtor       | Q1       | Q2       | Grid    |
| ------- | --- | ------------------ | ---------------- | -------- | -------- | ------- |
| 1       | 2   | Alain Prost        | McLaren-Honda    | 1:08.285 | 1:07.203 | —       |
| 2       | 1   | Ayrton Senna       | McLaren-Honda    | 1:07.920 | 1:07.228 | + 0.025 |
| 3       | 27  | Nigel Mansell      | Ferrari          | 1:09.030 | 1:07.455 | + 0.252 |
| 4       | 19  | Alessandro Nannini | Benetton-Ford    | 1:09.615 | 1:08.137 | + 0.934 |
| 5       | 5   | Thierry Boutsen    | Williams-Renault | 1:08.299 | 1:08.211 | + 1.008 |
| 6       | 28  | Gerhard Berger     | Ferrari          | 1:09.011 | 1:08.233 | + 1.030 |
| 7       | 30  | Philippe Alliot    | Lola-Lamborghini | 1:09.478 | 1:08.561 | + 1.358 |
| 8       | 6   | Riccardo Patrese   | Williams-Renault | 1:09.326 | 1:08.993 | + 1.790 |
| 9       | 3   | Jonathan Palmer    | Tyrrell-Ford     | 1:10.238 | 1:09.026 | + 1.823 |
| 10      | 15  | Maurício Gugelmin  | March-Judd       | 1:10.122 | 1:09.036 | + 1.833 |
| 11      | 37  | Bertrand Gachot    | Onyx-Ford        | 1:10.564 | 1:09.122 | + 1.919 |
| 12      | 16  | Ivan Capelli       | March-Judd       | 1:09.569 | 1:09.283 | + 2.080 |
| 13      | 36  | Stefan Johansson   | Onyx-Ford        | 1:10.600 | 1:09.299 | + 2.096 |
| 14      | 9   | Martin Donnelly    | Arrows-Ford      | 1:11.223 | 1:09.524 | + 2.321 |
| 15      | 29  | Eric Bernard       | Lola-Lamborghini | 1:25.401 | 1:09.596 | + 2.393 |
| 16      | 4   | Jean Alesi         | Tyrrell-Ford     | 1:09.668 | 1:09.909 | + 2.465 |
| 17      | 26  | Olivier Grouillard | Ligier-Ford      | 1:10.410 | 1:09.717 | + 2.514 |
| 18      | 25  | René Arnoux        | Ligier-Ford      | 1:10.725 | 1:10.077 | + 2.874 |
| 19      | 12  | Satoru Nakajima    | Lotus-Judd       | 1:12.125 | 1:10.119 | + 2.916 |
| 20      | 11  | Nelson Piquet      | Lotus-Judd       | 1:10.473 | 1:10.135 | + 2.932 |
| 21      | 40  | Gabriele Tarquini  | AGS-Ford         | 1:11.136 | 1:10.216 | + 3.013 |
| 22      | 8   | Stefano Modena     | Brabham-Judd     | 1:10.910 | 1:10.254 | + 3.051 |
| 23      | 23  | Pierluigi Martini  | Minardi-Ford     | 1:10.640 | 1:10.267 | + 3.064 |
| 24      | 20  | Emanuele Pirro     | Benetton-Ford    | 1:11.566 | 1:10.292 | + 3.089 |
| 25      | 10  | Eddie Cheever      | Arrows-Ford      | 1:10.372 | —        | + 3.169 |
| 26      | 21  | Alex Caffi         | Dallara-Ford     | 1:11.409 | 1:10.468 | + 3.265 |
| 27      | 22  | Andrea de Cesaris  | Dallara-Ford     | 1:12.078 | 1:10.591 | + 3.388 |
| 28      | 24  | Luis Pérez-Sala    | Minardi-Ford     | 1:11.539 | 1:11.079 | + 3.876 |
| 29      | 38  | Christian Danner   | Rial-Ford        | 1:12.569 | 1:11.178 | + 3.975 |
| 30      | 31  | Roberto Moreno     | Coloni-Ford      | 1:14.746 | 1:11.372 | + 4.169 |
| Fontes: |     |                    |                  |          |          |         |

### Corrida
| Pos.    | N.º | Piloto                | Construtor       | Voltas | Tempo/Diferença  | Grid | Pontos |
| ------- | --- | --------------------- | ---------------- | ------ | ---------------- | ---- | ------ |
| 1       | 2   | Alain Prost           | McLaren-Honda    | 80     | 1:38:29.411      | 1    | 9      |
| 2       | 27  | Nigel Mansell         | Ferrari          | 80     | + 44.017         | 3    | 6      |
| 3       | 6   | Riccardo Patrese      | Williams-Renault | 80     | + 1:06.921       | 8    | 4      |
| 4       | 4   | Jean Alesi            | Tyrrell-Ford     | 80     | + 1:13.232       | 16   | 3      |
| 5       | 36  | Stefan Johansson      | Onyx-Ford        | 79     | + 1 volta        | 13   | 2      |
| 6       | 26  | Olivier Grouillard    | Ligier-Ford      | 79     | + 1 volta        | 17   | 1      |
| 7       | 10  | Eddie Cheever         | Arrows-Ford      | 79     | + 1 volta        | 25   |        |
| 8       | 11  | Nelson Piquet         | Lotus-Judd       | 78     | + 2 voltas       | 20   |        |
| 9       | 20  | Emanuele Pirro        | Benetton-Ford    | 78     | + 2 voltas       | 24   |        |
| 10      | 3   | Jonathan Palmer       | Tyrrell-Ford     | 78     | + 2 voltas       | 9    |        |
| 11      | 29  | Eric Bernard          | Lola-Lamborghini | 77     | + 3 voltas       | 15   |        |
| 12      | 9   | Martin Donnelly       | Arrows-Ford      | 77     | + 3 voltas       | 14   |        |
| 13      | 37  | Bertrand Gachot       | Onyx-Ford        | 76     | Motor            | 11   |        |
| NC      | 15  | Mauricio Gugelmin     | March-Judd       | 71     | Não classificado | 10   |        |
| Ret     | 8   | Stefano Modena        | Brabham-Judd     | 67     | Motor            | 22   |        |
| Ret     | 5   | Thierry Boutsen       | Williams-Renault | 50     | Câmbio           | 5    |        |
| Ret     | 12  | Satoru Nakajima       | Lotus-Judd       | 49     | Motor            | 19   |        |
| Ret     | 16  | Ivan Capelli          | March-Judd       | 43     | Motor            | 12   |        |
| Ret     | 19  | Alessandro Nannini    | Benetton-Ford    | 40     | Suspensão        | 4    |        |
| Ret     | 23  | Pierluigi Martini     | Minardi-Ford     | 31     | Motor            | 23   |        |
| Ret     | 30  | Philippe Alliot       | Lola-Lamborghini | 30     | Motor            | 7    |        |
| Ret     | 40  | Gabriele Tarquini     | AGS-Ford         | 30     | Motor            | 21   |        |
| Ret     | 28  | Gerhard Berger        | Ferrari          | 29     | Embreagem        | 6    |        |
| Ret     | 21  | Alex Caffi            | Dallara-Ford     | 27     | Embreagem        | 26   |        |
| Ret     | 25  | René Arnoux           | Ligier-Ford      | 14     | Câmbio           | 18   |        |
| Ret     | 1   | Ayrton Senna          | McLaren-Honda    | 0      | Diferencial      | 2    |        |
| DNQ     | 22  | Andrea de Cesaris     | Dallara-Ford     |        |                  |      |        |
| DNQ     | 24  | Luis Pérez-Sala       | Minardi-Ford     |        |                  |      |        |
| DNQ     | 38  | Christian Danner      | Rial-Ford        |        |                  |      |        |
| DNQ     | 31  | Roberto Moreno        | Coloni-Ford      |        |                  |      |        |
| DNPQ    | 17  | Nicola Larini         | Osella-Ford      |        |                  |      |        |
| DNPQ    | 7   | Martin Brundle        | Brabham-Judd     |        |                  |      |        |
| DNPQ    | 39  | Volker Weidler        | Rial-Ford        |        |                  |      |        |
| DNPQ    | 34  | Bernd Schneider       | Zakspeed-Yamaha  |        |                  |      |        |
| DNPQ    | 18  | Piercarlo Ghinzani    | Osella-Ford      |        |                  |      |        |
| DNPQ    | 32  | Pierre-Henri Raphanel | Coloni-Ford      |        |                  |      |        |
| DNPQ    | 35  | Aguri Suzuki          | Zakspeed-Yamaha  |        |                  |      |        |
| DNPQ    | 33  | Gregor Foitek         | EuroBrun-Judd    |        |                  |      |        |
| Fontes: |     |                       |                  |        |                  |      |        |

## Tabela do campeonato após a corrida
| Pos.    | Piloto           | Pontos |
| ------- | ---------------- | ------ |
| 1       | Alain Prost      | 38     |
| 2       | Ayrton Senna     | 27     |
| 3       | Riccardo Patrese | 22     |
| 4       | Nigel Mansell    | 15     |
| 5       | Thierry Boutsen  | 13     |
| Fontes: |                  |        |

| Pos.    | Construtor       | Pontos |
| ------- | ---------------- | ------ |
| 1       | McLaren-Honda    | 65     |
| 2       | Williams-Renault | 35     |
| 3       | Ferrari          | 15     |
| 4       | Benetton-Ford    | 13     |
| 5       | Tyrrell-Ford     | 10     |
| Fontes: |                  |        |

- Nota: Somente as primeiras cinco posições estão listadas. Entre 1981 e 1990 cada piloto podia computar onze resultados válidos por temporada não havendo descartes no mundial de construtores.